# Битоу
Битоу (на английски: Bito или Bitou) е община в окръг Идън, провинция Западен Кейп, Република Южна Африка, с площ 991 км2.

## Население
29 149 (2001)

### Расов състав
(2001)
- 11 737 души (40,25%) – цветнокожи
- 11 070 (37,95%) – черни
- 6281 души (21,50%) – бели
- 97 души (0,31%) – азиатци